# Admiral flote (Sovjetska zveza)
Admiral flote (rusko Адмирал флота, Admiral flota) je bil najvišji pomorski čin Sovjetske zveze med letoma 1940 in 1955 ter drugi najvišji med letoma 1962 in 1991. Podeljenih je bilo deset činov admirala flote. Adekvaten je bil činu maršala enega od rodov vojske (nižji čin od maršala Sovjetske zveze) generala armade ali armadnega generala?.

### Seznam sovjetskih admiralov flote z letnico imenovanja
- Sergej Georgijevič Gorškov – 1962 (od 1967 admiral flote Sovjetske Zveze)
- Vladimir Afanasjevič Kasatonov – 1965
- Nikolaj Dmitrijevič Sergejev – 1970
- Semjon Mihajlovič Lobov – 1970
- Georgij Mihajlovič Jegorov – 1973
- Nikolaj Ivanovič Smirnov – 1973
- Vladimir Nikolajevič Černavin – 1983
- Aleksej Ivanovič Sorokin – 1988
- Ivan Matvejevič Kapitanec – 1989
- Konstantin Valentinovič Makarov – 1989